# Gabriel Lamé
Gabriel Lamé, dit Lamé de La Droitière, né le 22 juillet 1795 à Tours, mort le 1er mai 1870 à Paris, est un mathématicien français. Il apporta des contributions essentielles à la théorie des équations aux dérivées partielles par l'emploi des coordonnées curvilignes, et à la théorie mathématique de l'élasticité. Les coefficients {\displaystyle h_{i}} des coordonnées curvilignes sont encore actuellement dénommés « coefficients de Lamé ». Ses travaux sont poursuivis par Riemann, Darboux, Poincaré, Ricci et Levi-Civita (entre autres).

## Famille
Gabriel Lamé est le fils de Gabriel François Lamé, négociant à Tours puis intendant militaire, et de Julie Madeleine Goislard de La Droitière. Il épouse Marguerite Jeanne Fortunée Bertin de Géraudon (8 juillet 1795, Haguenau – 5 février 1870, Paris), fille de Jacques Bertin, naturaliste, et de Jeanne de Geraudon ; ils ont trois enfants : deux garçons (l'un devient colonel d'artillerie) et une fille, mariée à Eugène de Fourcy. Gabriel Lamé est l'oncle du physicien Alfred Potier.

## Biographie
Après des études à Paris au lycée Louis-le-Grand, Lamé entre à l'École polytechnique (X 1814) puis à l'École des mines de Paris (1818–1820) comme élève-ingénieur des mines. Condisciple et ami d'Émile Clapeyron, Lamé est détaché avec lui pour Saint-Pétersbourg en 1820 afin d'y former les élèves de l'Institut et Corps du génie des voies de communication, créé en 1809 et dirigé par Augustin Betancourt. Ils y enseignent pendant onze ans le calcul différentiel et intégral, la mécanique rationnelle, la physique, la mécanique appliquée, la physique appliquée et l'art des constructions. Le gouvernement confie en outre aux deux jeunes Français la conception de ponts suspendus, ce qui, couplé à ses travaux sur la stabilité des voûtes amène Lamé à l'étude de la théorie de l'élasticité. « Il obtient plusieurs résultats fondamentaux ».
Avec Clapeyron, Lamé rédige un « Mémoire sur l'équilibre intérieur des corps solides homogènes » destiné à l'Académie des Sciences de Paris et présenté par Louis Poinsot et Henri Navier en 1828. Dans ce texte apparaît pour la première fois la notion d'ellipsoïde des contraintes. Après les événements de juillet 1830, la tension diplomatique s'aggrave subitement entre la France et le tsar, et les deux ingénieurs des mines doivent rentrer en France : Clapeyron en novembre 1831 et Lamé en décembre.
Lamé et Clapeyron sont tous deux promus ingénieurs des Mines de 1re classe le 27 avril 1832. Lamé est élu à l'Académie des sciences le 26 mars 1832 par 43 suffrages sur 49 votants, face à deux autres candidats.
Trois mois après son retour, il est nommé professeur de physique à l'École Polytechnique, succédant à César Despretz, de 1832 à 1843 (il est ensuite examinateur jusqu'en 1862), puis à la Faculté des sciences de Paris à partir de 1851, succédant à Guillaume Libri dans la chaire de calcul des probabilités puis de physique mathématique jusqu'en 1863 quand il doit être suppléé par Marcel Verdet à cause de sa surdité. En 1864, il est nommé membre du Bureau des longitudes.
En 1836, tout en étant toujours professeur à l'École polytechnique, il entre dans la Compagnie du chemin de fer de Paris à Saint-Germain des frères Pereire pour participer à l'étude du tracé de la ligne de chemin de fer avec trafic voyageurs Paris-Le Pecq, avec Eugène Flachat, Émile Clapeyron et Stéphane Mony, tous saint-simoniens. Il s'occupe plus particulièrement des machines.
En 1851, il devient professeur de probabilité et physique mathématique à la Sorbonne.

## Travaux

### «Enseignement scientifique»
Saint-simonien convaincu, il fait partie de cette génération de polytechniciens qui, persuadés de la nécessité d'un enseignement scientifique de qualité, participent au développement de la « physique mathématique rationnelle » (citons Poisson, Navier, Coriolis, Saint-Venant, Darcy). « Écartez à tout jamais la division de la science en mathématiques pures et en mathématiques appliquées. » Dans son esquisse d'une réforme pour l'enseignement des sciences, il définit trois buts : le but rationnel est d'exercer et de nourrir la faculté du raisonnement ; le but pratique est de faire connaître les formules et les règles dans les sciences d'applications ; le but progressif propose d'inspirer le goût de la recherche pour faire accélérer les progrès : « Voilà jusqu'où peut aller l'influence d'un programme d'enseignement. C'est un levier dont les gouvernements peuvent se servir pour transformer, jusqu'à un certain point, l'esprit et les allures d'une nation. Par le seul enseignement rationnel, cette nation deviendra raisonneuse, sans activité. Par l'enseignement pratique, elle sera active, mais routinière. Par l'enseignement progressif, son activité sera constamment créatrice. »

### Mathématiques

#### Notation, ou courbe, de Lamé
Lamé se fit connaître particulièrement par ses travaux sur les coordonnées curvilignes, pour lesquelles il imagina des notations toujours utilisées dans le contexte du calcul tensoriel. Parmi ces systèmes curvilignes, il y a lieu de mentionner les quadriques homofocales. La recherche des solutions de l'équation de Laplace sur des géométries particulières (cylindres, triangles, etc.) l'amena à l'étude de certaines courbes ressemblant à des ellipses, appelées maintenant courbes de Lamé :
{\displaystyle \left|\,{x \over a}\,\right|^{n}+\left|\,{y \over b}\,\right|^{n}=1}
où n est un nombre réel positif.
Lamé étudia également les modes propres et introduisit de nouvelles fonctions, comme les fonctions de Lamé dont font partie les harmoniques ellipsoïdales. Les fonctions, A, B, C qu'il introduira seront analogues aux fonctions elliptiques de Jacobi introduites par Jacobi (1827), sn(x,k), cn(x,k) et dn(x,k). En physique mathématique, on retrouve selon les cas l'une ou l'autre des notations. Son élève Émile Mathieu, poursuivant ce travail, décrira l'équation de Mathieu.

#### Algorithmique
Lamé est aussi connu pour son analyse de la complexité algorithmique de l'algorithme d'Euclide. En utilisant la suite de Fibonacci, il a démontré que cet algorithme trouve le PGCD des entiers a et b, où a est strictement supérieur à b, en n'excédant pas 5 k étapes, où k est le nombre de chiffres de b.

#### Dernier théorème de Fermat
Il a aussi contribué à l'étude du dernier théorème de Fermat. Il résout l'équation xn + yn = zn dans le cas n = 7. La démonstration est publiée en 1839. Il travaille beaucoup, sans succès, à la démonstration complète de ce théorème.

## Publications
Pour une liste plus complète de ses publications, voir la liste de ses travaux et des fonctions qu'il a occupées.

### Ouvrages
- [1818] Examen des différentes méthodes employées pour résoudre les problèmes de géométrie, Paris, Vve Courcier, 1818, 164 p., sur archive.org (lire en ligne).
- [Bavier, Lamé & Clapeyton 1827?] Henri Navier, Gabriel Lamé et Émile Clapeyron, Théorie des corps solides élastiques, 1827?, 562 p. (présentation en ligne).
Ce livre comporte les trois articles suivants :
  - [Navier 1822 / 1827] Henri Navier, « Mémoire sur les lois du mouvement des fluides » (lu à l'Académie royale des Sciences le 18 mars 1822, publié en 1827), Mémoires de l'Académie des sciences de l'Institut de France, t. 6, année 1823,‎ 1822 / 1827, p. 389-440 (lire en ligne [sur gallica]) ;
  - [Navier 1821 / 1827] Henri Navier, « Mémoire sur les lois de l'équilibre et du mouvement des corps solides élastiques » (lu à l'Académie royale des Sciences le 14 mai 1821, publié en 1827), Mémoires de l'Académie des sciences de l'Institut de France, t. 7,‎ 1821 / 1827, p. 375-393 (lire en ligne [sur gallica]) ;
  - [Lamé & Clapeyron 1831] Gabriel Lamé et Émile Clapeyron, « Mémoire sur l'équilibre intérieur des corps solides homogènes », Mémoires de l'Académie des sciences de l'Institut de France,‎ 1833, p. 465- (lire en ligne [sur gallica]).
- [Lamé, Clapeyron, Flachat & Flachat 1832] Gabriel Lamé, Émile Clapeyron, Stéphane Flachat et Eugène Flachat, Vues politiques et pratiques sur les travaux publics en France, Paris, Éverat, 1832, 1re éd., 335 p., sur gallica (lire en ligne).
- [Lamé & Clapeyron 1833] Plan d'écoles générale et spéciales pour l'agriculture, l'industrie manufacturière, le commerce et l'administration, Paris, impr.-libr. Bachelier, 1833, 135 p., sur books.google.fr (lire en ligne)Attaque contre la formation aux humanités et la préférence donnée au latin et au grec par rapport aux langues modernes. « [N]ous avons principalement cherché à démontrer [dans cet ouvrage] l'impuissance des doctrines du laissez-faire, doctrines dont la conséquence logique est d'établir une séparation de plus en plus profonde entre la société et son gouvernement ; comme si la marche évidente de la société, son besoin, sa mission, n'étaient pas, au contraire, de se constituer un gouvernement qui soit son expression la plus élevée et la plus complète[15]. »
- [1836-1837] Cours de physique de l'École polytechnique, Paris, impr.-libr. Bachelier, 1836-1837 :
  - tome 1  ; tome 2 : 1re partie , 2e partie  ;
  - Seconde édition de 1840 : tome 1 ; tome 2 ; tome 3 .
- [1848] Esquisse d'un traité de la république, Paris, impr.-libr. Bachelier, 1848, 71 p., sur gallica (lire en ligne).
- [1852] Leçons sur la théorie mathématique de l'élasticité des corps solides, Paris, impr.-libr. Bachelier, 1852 (réimpr. 2e édition, 1866), 335 p., sur gallica (lire en ligne)Cours donnés dans le cadre de la chaire de physique mathématique de la faculté des sciences de Paris : « C'est le premier énoncé de la théorie générale de l'élasticité, qui constitue une nouvelle conquête de la mécanique analytique[16]. »
- [1857] Leçons sur les fonctions inverses des transcendantes et les surfaces isothermes, Paris, impr.-libr. Mallet-Bachelier, 1857, 321 p., sur gallica (lire en ligne)Cours donnés dans le cadre de la chaire de physique mathématique de la faculté des sciences de Paris.
- [1859] Leçons sur les coordonnées curvilignes et leurs diverses applications, Paris, impr.-libr. Mallet-Bachelier, 1859, 368 p., sur archive.org (lire en ligne)Cours donnés dans le cadre de la chaire de physique mathématique de la faculté des sciences de Paris.
- [1861] Leçons sur la théorie analytique de la chaleur, Paris, impr.-libr. Mallet-Bachelier, 1861, 414 p., sur gallica (lire en ligne)Cours donnés dans le cadre de la chaire de physique mathématique de la faculté des sciences de Paris.
- [1866] Résumé de plusieurs discours préliminaires sur les programmes des sciences exactes, Paris, Gauthier-Villars, 1866, 20 p., sur gallica (lire en ligne).
- [1867] Esquisse d'une réforme de l'enseignement des sciences, Paris, Gauthier-Villars, 1867, 16 p. (OCLC 457412296).

### Articles
- [Lamé & Clapeyron 1822] Gabriel Lamé et Émile Clapeyron, « Précis d'une course dans le pays du Hartz », Annales des Mines, 1re série, vol. 7,‎ 1822, p. 21–40 (lire en ligne).
- [Lamé & Clapeyron 1823] Gabriel Lamé et Émile Clapeyron, « Sur la stabilité des voûtes », Annales des Mines, 1re série, vol. 8,‎ 1823, p. 789 (lire en ligne [PDF] sur annales.ensmp.fr).
- [Lamé & Clapeyron 1824] Gabriel Lamé et Émile Clapeyron, « Sur les engrenages », Annales des Mines, 1re série, vol. 9,‎ 1824, p. 601-624 (lire en ligne [sur babel.hathitrust.org/cgi])« Sur les engrenages et la quantité de force vive absorbée par le frottement des dents » Émile Clapeyron, « Notice sur les travaux de Émile Clapeyron », p.2 — Clapeyron avait rédigé seul une première version en 1820.
- [Lamé, Bazaine & Clapeyron 1825] Gabriel Lamé, Pierre-Dominique Bazaine et Émile Clapeyron, « Description d'un pont suspendu de 1 022 pieds d'ouverture », Annales des Mines, 1re série, vol. 11,‎ 1825, p. 265 (lire en ligne [sur books.google.com]).
- [Lamé & Clapeyron 1826] Gabriel Lamé et Émile Clapeyron, « Sur un cabestan mis en usage par M. de Bétancourt, lieutenant général au service de Russie », Annales des Mines, 1re série, vol. 12,‎ 1826, p. 225–229 (lire en ligne [PDF] sur annales.ensmp.fr).
- [Lamé & Clapeyron 1831] Gabriel Lamé et Émile Clapeyron, « Mémoire sur la solidification par refroidissement d'un globe liquide (Lu à l'Académie en 1830) », Annales de chimie et de physique, 47e série,‎ 1831, p. 350 (lire en ligne [sur gallica]).
- [Lamé & Clapeyron 1831] Gabriel Lamé et Émile Clapeyron, « Mémoire sur l'équilibre intérieur des corps solides homogènes » (rapport de Louis Poinsot et Henri Navier), Journal für die reine und angewandte Mathematik, vol. 7,‎ 1831 (lire en ligne)Trois parties :  première partie, p. 145–169 ; Deuxième partie, p. 237-253 ; Troisième partie, p. 381-413.
 Ce mémoire est reproduit intégralement deux ans plus tard par l'Académie des sciences : 
Gabriel Lamé et Émile Clapeyron, « Mémoire sur l'équilibre intérieur des corps solides homogènes », Mémoires présentés par divers savan[t]s à l'Académie royale des sciences de l'institut de France - Sciences mathématiques et physiques, t. 4,‎ 1833, p. 465-562 (lire en ligne [sur gallica]).
- [Lamé & Clapeyron 1832] Gabriel Lamé et Émile Clapeyron, « Mémoire sur les chemins de fer considérés du point de vue de la défense du territoire » (lu à l'association Polytechnique le 20 juin 1832. Extrait présenté par Auguste Perdonnet dans), Notices sur les chemins de fer, Paris, impr. Guirauguet,‎ juillet 1832, p. 27-38 (lire en ligne [sur gallica.])Également dans le compte-rendu trimestriel de l'association polytechnique, juillet 1832, p. 35–46.

## Hommages
- Son nom est inscrit sur la Tour Eiffel.
- La rue Gabriel-Lamé porte son nom dans le 12e arrondissement de Paris, dans le quartier de Bercy.
- Depuis 1961, le glacier Lamé dans les îles Kerguelen porte son nom[17].
- En 1964, l'Union astronomique internationale a donné le nom de Lamé à un cratère lunaire.
- Il devient chevalier de la Légion d'honneur en 1834, puis officier le 13 août 1861[18].
- En 1854, il est élu membre étranger de l'Académie royale des sciences de Suède.
- 1827 : croix de Sainte-Anne (russe)[5].